# Pseudonapomyza memorata
Pseudonapomyza memorata är en tvåvingeart som beskrevs av Spencer 1977. Pseudonapomyza memorata ingår i släktet Pseudonapomyza och familjen minerarflugor. Inga underarter finns listade i Catalogue of Life.